# Małgorzata Kaczmarska
Małgorzata Kaczmarska, właśc. Małgorzata Kaczmarska-Rucińska (ur. 27 października 1959 w Piotrkowie Trybunalskim) – polska aktorka teatralna i dubbingowa, rzadko występująca w filmie. W 1983 ukończyła studia na Wydziale Aktorskim PWSFTviT w Łodzi.
Doktor sztuk teatralnych, wykładowczyni Akademii Teatralnej w Warszawie.

## Filmografia
- 2004–2006:  Pensjonat pod Różą – Lala Wojterowska
- 2003:  Na Wspólnej – Kobieta z komisu
- 2002–2008: Samo życie – Psycholog
- 2000: M jak miłość – Pielęgniarka
- 1998: Ekstradycja 3
- 1997: Klan –
  - Pracownica spółdzielni,
  - Sekretarka prezesa,
  - Lekarz
- 1994–1995: Fitness Club
- 1994: Trzy kolory. Biały
- 1994–1995: Fitness Club
- 1989: Po upadku. Sceny z życia nomenklatury – Epizod
- 1988–1991: Pogranicze w ogniu
- 1987: Ballada o Januszku – Jola, dziewczyna na imprezie u Janusza
- 1987: Rzeka kłamstwa
- 1984: Bez końca
- 1984: 07 zgłoś się

## Dubbing
- 2003–2007: Z życia nastoletniego robota – Pani Wakeman
- 2002–2005: Co nowego u Scooby’ego?
- 2000: Sztruksik – Mama Lisy
- 2001: Pokémon 3: Zaklęcie Unown
- 1997–1998: Przygody Olivera Twista
- 1996: Miłość i wojna
- 1969–1971: Dastardly i Muttley